# جایزه جان فون نویمان
جایزه جان فون نویمان، پس از جان فون نویمان به نام او هر سال توسط کالج مطالعات پیشرفته Rajk László (بوداپست، مجارستان)، به یک محقق برجسته در علوم اجتماعی، که آثارشان به نفوذ قابل توجهی در طی یک دوره زمانی طولانی بر مطالعات و فعالیت‌های فکری دانشجویان این دانشکده داشته باشد اعطا می‌شود. این جایزه در سال ۱۹۹۴ تأسیس شد و سالانه اعطا می‌شود. در سال ۲۰۱۳، به طور جداگانه از جایزه سالانه، کنت ارو جایزه جان فون نویمان را به صورت افتخاری دریافت کرد.
این جایزه تفاوتی با سایر جوایز علمی دارد. این جایزه توسط دانشجویان داده می‌شود، به این صورت که به بالاترین امتیازآورنده جایزه اعطا می‌شود. دانشجویان نامزدها را انتخاب می‌کنند و پس از یک بررسی و بحث در مورد نام‌های انتخاب شده در مجلس کالج برای برنده جایزه رأی‌گیری می‌کنند.

## دریافت کنندگان
منبع: Rajk László College of Advanced Studies
این جایزه تاکنون به محققان زیر اعطا شده است:
| سال           | برنده               | مؤسسه                         | ملیت                         |
| ------------- | ------------------- | ----------------------------- | ---------------------------- |
| ۱۹۹۵          | جان هارسنی          | دانشگاه کالیفرنیا، برکلی      | ایالات متحده آمریکا          |
| ۱۹۹۶          | هال وریان           | دانشگاه میشیگان               | ایالات متحده آمریکا          |
| ۱۹۹۷          | یانوش کورنای        | دانشگاه هاروارد؛ کالج بوداپست | مجارستان                     |
| ۱۹۹۸          | ژان تیرول           | مدرسهٔ اقتصاد تولوز            | فرانسه                       |
| ۱۹۹۹          | الیور ئی. ویلیامسون | دانشگاه کالیفرنیا، برکلی      | ایالات متحده آمریکا          |
| ۲۰۰۱          | آویناش دیکشیت       | دانشگاه پرینستون              | هند؛ ایالات متحده آمریکا     |
| ۲۰۰۲          | جان الستیر          | دانشگاه کلمبیا                | نروژ                         |
| ۲۰۰۳          | موریس آبسفلد        | دانشگاه کالیفرنیا، برکلی      | ایالات متحده آمریکا          |
| ۲۰۰۴          | گری بکر             | دانشگاه شیکاگو                | ایالات متحده آمریکا          |
| ۲۰۰۵          | گلن لوری            | دانشگاه براون                 | ایالات متحده آمریکا          |
| ۲۰۰۶          | متیو رابین          | دانشگاه کالیفرنیا، برکلی      | ایالات متحده آمریکا          |
| ۲۰۰۷          | دارون عجم‌اوغلو      | مؤسسه فناوری ماساچوست         | ترکیه؛ ایالات متحده آمریکا   |
| ۲۰۰۸          | کوین مورفی          | دانشگاه شیکاگو                | ایالات متحده آمریکا          |
| ۲۰۰۹          | فیلیپ اقیون         | دانشگاه هاروارد               | فرانسه                       |
| ۲۰۱۰          | تیم بسلی            | مدرسه اقتصاد لندن             | بریتانیا                     |
| ۲۰۱۱          | جاشوا آنگریست       | مؤسسه فناوری ماساچوست         | ایالات متحده آمریکا          |
| ۲۰۱۲          | اولیویه بلانشار     | مؤسسه فناوری ماساچوست         | فرانسه                       |
| ۲۰۱۳          | استر دوفلو          | مؤسسه فناوری ماساچوست         | فرانسه؛ ایالات متحده آمریکا  |
| ۲۰۱۳(افتخاری) | کنت ارو             | دانشگاه استنفورد              | ایالات متحده آمریکا          |
| ۲۰۱۴          | امانوئل سائز        | دانشگاه کالیفرنیا، برکلی      | فرانسه؛ ایالات متحده آمریکا  |
| ۲۰۱۵          | متیو جکسون          | دانشگاه استنفورد              | ایالات متحده آمریکا          |
| ۲۰۱۶          | آلوین راث           | دانشگاه استنفورد              | ایالات متحده آمریکا          |
| ۲۰۱۷          | ریچارد تیلر         | دانشگاه شیکاگو                | ایالات متحده آمریکا          |
| ۲۰۱۸          | دنی رودریک          | دانشگاه هاروارد               | ترکیه؛ ایالات متحده آمریکا   |
| ۲۰۱۹          | سوزان آتی           | دانشگاه استنفورد              | ایالات متحده آمریکا          |
| ۲۰۲۰          | ماریانا مازوکاتو    | کالج دانشگاهی لندن            | ایتالیا؛ ایالات متحده آمریکا |
| ۲۰۲۱          | متیو گنتزکو         | دانشگاه استنفورد              | ایالات متحده آمریکا          |
| ۲۰۲۲          | جان لیست            | دانشگاه شیکاگو                | ایالات متحده آمریکا          |
| ۲۰۲۳          | راج چتی             | دانشگاه هاروارد               | هند؛ ایالات متحده آمریکا     |

## کتابشناسی
- Sen, Syamal K.; Agarwal, Ravi P. (2014). Creators of mathematical and computational sciences. Cham: Springer. p. ۳۹۹. ISBN 9783319108704.